# Волович, Анастасия Игоревна
Анастасия Игоревна Волович (англ. Anastasia Volovich; род. 22 июля 1976, Москва) — американский физик-теоретик, занимается исследованиями квантовой теории поля, общей теорией относительности и теорией струн. Профессор физики в Университете Брауна. Доктор философии (PhD) по физике. Член Американского физического общества.

## Биография
Выпускница московской физико-математической школы № 2 (1993). Окончила бакалавриат и магистратуру физического факультета МГУ (1999). Продолжила обучение в США. В 2002 году в Гарвардском университете под руководством профессора Эндрю Строминджера защитила диссертацию на тему «Holography for coset spaces and noncommutative solitons» и получила степень PhD in Physics.
В 1998, 1999 и 2001 годах была приглашенным исследователем в Лаборатории теоретической физики и физики высоких энергий Парижского университета. В 2002—2005 гг. постдок в Институте теоретической физики Кавли Калифорнийского университета в Санта-Барбаре. Занималась исследованиями в Институте перспективных исследований в Принстоне (2005—2006, 2011, 2017—2018). С 2006 года преподает в  Университете Брауна, с 2016 года — профессор. С 2013 года приглашенный исследователь ЦЕРН.
Волович работает над математическими структурами в рамках калибровочных и гравитационных теорий. Она разработала новые перспективы на диаграммах Фейнмана; делая их оценку более эффективной и мощной. Волович создала математический инструмент, который может помочь анализировать многоконтурные амплитуды на основе теории мотивов. Она внесла вклад в понимание N = 4 суперсимметричных амплитуд теории Янга — Миллса.
Волович является наставником женщин-учёных в Университете Брауна и организовала Международную физическую олимпиаду. В 2019 году принимала участие в семинаре для женщин, занимающихся исследованиями на стыке математики и физики высоких энергий.
С 2021 года главный редактор Letters in Mathematical Physics.

## Личная жизнь
Муж — Маркус Спрадлин, профессор физики Университета Брауна.

## Награды
- 2007 — NSF CAREER Awards[9]
- 2008 — Президентская премия за раннюю карьеру для ученых и инженеров[англ.][5][10]
- 2011 — Стипендия Слоуна[11]
- 2015 — Simons Foundation[англ.] Investigator[12][13]
- 2016, 2017, 2018 — Финалист национальной Премии Блаватника для молодых учёных[14][15]
- 2019 — Член Американского физического общества[16]

## Избранные публикации
- Marcus Spradlin, Andrew Strominger, Anastasia Volovich. De Sitter Space // Unity from Duality: Gravity, Gauge Theory and Strings, 423—453, 29 January 2003.
- Zvi Bern, Lance J. Dixon, David A. Kosower, Radu Roiban, Marcus Spradlin, Cristian Vergu, Anastasia Volovich. The Two-Loop Six-Gluon MHV Amplitude in Maximally Supersymmetric Yang-Mills Theory // Physical Review, 78 (4), 045007,  August 2008.
- Alexander Goncharov, Marcus Spradlin, Cristian Vergu, Anastasia Volovich. Classical Polylogarithms for Amplitudes and Wilson Loops // Physical Review Letters, 105 (15), 151605, 7 October 2010.